# Hilisondrekha
Hilisondrekha is een bestuurslaag in het regentschap Nias Selatan van de provincie Noord-Sumatra, Indonesië. Hilisondrekha telt 681 inwoners (volkstelling 2010).